# Los reyes malditos
Los reyes malditos (título original en francés, Les Rois maudits) es una serie de siete novelas históricas escritas por el autor francés Maurice Druon, publicadas entre 1955 y 1977 por Del Duca y posteriormente adaptada, por dos veces, como miniseries por la televisión francesa. 
Los seis primeros volúmenes han sido objeto de una nueva edición corregida, entre 1965 y 1966.
El autor estadounidense George R. R. Martin llamó a Los reyes malditos "el juego de tronos original" y citó las novelas de Druon como una inspiración para su propia serie Canción de hielo y fuego.

## Resumen de la trama
Trata de la monarquía francesa durante los cinco últimos reinados de la dinastía Capeto y los dos primeros reyes de la casa de Valois. La serie empieza cuando el rey francés Felipe el Hermoso, ya rodeado por escándalos e intrigas, atrae una maldición a su familia cuando persigue a los templarios. Fue maldecido por el gran maestre de los Caballeros Templarios, Jacobo de Molay, o Jacques de Molay, ya que este monarca francés había suprimido la orden debido a que debía una gran suma de dinero a los Caballeros del Temple por el rescate que su abuelo Luis IX había pedido a estos para liberarse de los egipcios en la Séptima Cruzada. Esta serie de siete libros cuenta cómo se extinguió la Dinastía Capeto.
¡Malditos, todos malditos hasta vuestra decimotercera generación! Maldiciendo al rey de Francia Felipe IV, así como a toda su descendencia, Jacques de Molay, Gran Maestre de la orden de los Templarios, fue quemado en 1314. Durante más de medio siglo, los reyes se fueron sucediendo en el trono de Francia, rodeados de altos personajes de todo jaez, como Roberto de Artois. 
Los monarcas que le siguen llevan a Francia e Inglaterra a la guerra de los Cien Años. De intrigas de palacio y muertes súbitas, de revoluciones dinásticas y luchas mortales... un gran fresco épico que vivió Francia durante algunos años negros, en el transcurso de los cuales Francia se transformó profundamente, saliendo de la Edad Media.

## Tramas: la psicología de los grandes señores
Los poderosos señores que ejercen el poder, ya sean reyes, duques, condes, barones, papas u obispos, suelen ser retratados como egocéntricos, ávidos de honores y dinero, incluso crueles. Lucharon por títulos prestigiosos (par de Francia) y feudos (Artois, Navarra). [Carlos de Valois, hermano de Felipe IV de Francia, era un señor ambicioso. Fue, como dice el refrán, "hijo, hermano y padre de un rey (Felipe VI), nunca rey", a pesar de sus títulos de rey titular de Aragón y emperador titular de Constantinopla. En la novela se le retrata como muy derrochador y, por tanto, siempre en busca de nuevo dinero (véase La reine étranglée, l'hôtel de Valois). Su sobrino Felipe de Poitiers le compra para que le apoye en su coronación, pero es a Matilde de Artois, su suegra, a quien concede el honor de colocar la corona sobre su cabeza (véase La ley de los varones, cap. Las campanas de Reims).
Los señores de la época viven fastuosamente, malgastando sus ingresos y contrayendo grandes deudas con burgueses, como el banquero lombardo Tolomei. Estos últimos se aprovechaban de ellos para venderles mercancías caras y utilizaban sus confidencias para realizar lucrativos negocios de especulación (véase La reina estrangulada, cap. El pie de San Luis).
El autor muestra el desinterés e incluso el desprecio de los poderosos por un pueblo afligido por los impuestos, la guerra, el saqueo y las violaciones [Roberto III de Artois, yerno de Carlos de Valois y sobrino de Mahaut, no dudó en asaltar las tierras de Artois, feudo de su abuelo, que reclamaba contra su tía Mahaut (véase La ley de los varones, cap. Puisque il faut nous résoudre à la guerre). Los asesinatos y violaciones que comete sólo provocan en él el comentario divertido de que estaba repoblando la región con plebeyos de su propia sangre.
Roberto de Artois es descrito como una fuerza de la naturaleza impulsada por las pasiones humanas, como el retrato masculino de su tía Mahaut. El libro también pinta un retrato moral condenatorio de Robert de Artois. Frecuenta asiduamente a prostitutas y personajes dudosos. Cuando impartía justicia en sus feudos, se complacía en provocar el desenredo de las turbiedades humanas y juzgaba con cómplice indulgencia a los malhechores.
En el entramado de ambiciones individuales, destacan las personalidades con sentido del interés público. Antes de su muerte, Felipe el Hermoso se encontró con un campesino que le agradecía haber tomado las medidas que condujeron a su emancipación (véase El Rey de hierro, cap. Le rendez-vous de pont Sainte Maxence). El autor también destaca la gestión eficaz de Felipe V el Largo o de Eduardo III de Inglaterra, así como a algunos funcionarios reales especialmente honestos y competentes, como Enguerrand de Marigny, el Condestable de Francia Gaucher de Châtillon, el canciller Miles de Noyers, o Alain de Pareilles, jefe de los ballesteros.
Cada uno de los protagonistas se muestra con toda su ambigüedad: Luis X en su inconstancia y debilidad hacia las mujeres, Felipe V que sacrifica su honestidad a su ambición, Eduardo II de Inglaterra noble en su abdicación, Carlos de Valois en su arrepentimiento (pidiendo perdón al alma de Marigny), etc.

## Personajes
| - Felipe el Hermoso, rey de Francia - Luis, rey de Navarra, su hijo mayor - Margarita, reina de Navarra, esposa de Luis - Felipe, conde de Poitiers, segundo hijo de Felipe - Juana, condesa de Poitiers, esposa de Felipe y hermana de Blanca - Carlos, conde de La Marche, hermano menor de Luis y Felipe - Blanca de Borgoña, esposa de Carlos y hermana de Juana - Isabel reina de Inglaterra, hija de Felipe, llamada "La loba de Francia" - Roberto de Artois, señor de Conches y conde de Beaumont-le-Roger - Matilde de Artois, tía de Roberto, y madre de Juana y Blanca - Carlos, conde de Valois, hermano menor de Felipe - Luis, conde de Évreux, hermano menor de Felipe - Gauthier d'Aunay, caballerizo de Felipe, conde de Poitiers, y amante de Blanca - Felipe d'Aunay caballerizo de Carlos, conde de Valois, y amante de Margarita - Guillermo de Nogaret, primer consejero de Felipe y guardián del sello - Enguerrand de Marigny, colaborador de Felipe - Hugues de Bouville, chambelán de Felipe - Jacques de Molay, gran maestre de los caballeros templarios - Godofredo de Charnay, preceptor templario de Normandía - Spinello Tolomei, un banquero lombardo sienés - Guccio Baglioni, sobrino de Tolomei - Eliabel Cressay, viuda del Caballero de Cressay - Pierre y Jean Cressay, sus hijos - Marie Cressay (fr), su hija - Juan de Marigny, arzobispo de Sens, hermano menor de Enguerrand de Marigny - Beatriz de Hirson, primera camarera de la condesa Matilde - Lormet, ayudante de campo de Roberto de Artois - Everard, caballero templario - Jean de Longwy, sobrino de Jacques de Molay - Alain de Pareilles, capitán de los arqueros del rey - Robert Bersumée, capitán de la fortaleza Château Gaillard - Eudeline, sirvienta con quien Luis tiene un affair y una hija - Clemencia de Hungría, segunda esposa de Luis | - María de Hungría, reina de Nápoles, abuela de Clemencia - Margarita de Bouville, esposa de Hugo de Bouville - Gaucher V de Châtillon, el condestable de Francia - Jacques Duèze, cardenal que se convertirá en el papa Juan XXII - Thierry Larchier de Hirson, canónigo y canciller de Matilde, tío de Beatriz - Felipe de Valois, hijo de Carlos, conde de Valois - Juana de Borgoña, esposa de Felipe de Valois, y hermana de Margarita, reina de Navarra y Eudes de Borgoña - Odón (Eudes) de Borgoña, hermano de Margarita y Juana de Borgoña - Juan II, hijo de Felipe de Valois y Juana de Borgoña - Eduardo II, rey de Inglaterra y esposo de Isabel - Roger Mortimer, I conde de March, barón inglés, rebelde - Juana, Lady Mortimer, esposa de Mortimer - Hugo Despenser, amante y favorito de Eduardo II - Leonor, Lady Despenser, esposa de Despenser - Edmundo, conde de Kent, medio hermano de Eduardo II y primo de la familia real francesa - Edmundo de Lancaster, «Cruz a la espalda», tío de Eduardo II - Enrique, III conde de Lancaster, hijo de Edmundo «Cruz a la espalda» - Eduardo III, hijo de Eduardo II e Isabel - Felipa de Henao, esposa de Eduardo III e hija de Guillermo, conde de Henao y Holanda - Adán Orleton, obispo de Hereford y aliada de Mortimer - John Maltravers, amigo antiguo y defensor de Mortimer - Juan de Henao, hermano y general de Guillermo, conde de Henao y Holanda - Juana, condesa de Beaumont, esposa de Roberto de Artois, hija de Carlos de Valois - Juana de Divion, antigua amante de Thierry d'Hirson - Roger Mortimer de Chirk, tío de Mortimer - Jacob van Artevelde, comerciante flamenco amigo de Roberto de Artois - Guillermo de Montaigu, I conde de Salisbury, amigo antiguo y defensor de Eduardo III - Cola de Rienzi, autoproclamado tribuno de Roma - Hélie de Talleyrand-Périgord, cardenal francés llamado "el Hacedor de Papas" |

## Novelas
Las primeras seis novelas de Los Reyes Malditos se publicaron en Francia por Del Duca entre 1955 y 1960, y el volumen final se lanzó por Plon en 1977. 

### Le Roi de fer(1955)
(Título en español: El rey de hierro)
El rey francés Felipe el Hermoso gobierna con puño de hierro, pero se ve rodeado por escándalo e intriga. La hija de Felipe, Isabel, reina de Inglaterra, trama con el ambicioso Roberto de Artois atrapar a las esposas de sus tres hermanos—Margarita, Juana y Blanca—en sus supuestos asuntos adúlteros. El motivo de Roberto es vengarse de la madre de Juana y Blanca, su tía-abuela Matilde, condesa de Artois, pues él cree que ella le ha privado de su herencia. El hermano menor de Felipe, Carlos, conde de Valois, se lamenta del poder y la influencia de Guillermo de Nogaret, de orígenes humildes, principal consejero de Felipe y guardián del sello, y Enguerrand de Marigny, coadjutor de Felipe. Cuando la persecución que Felipe, por motivaciones propias, emprende contra los caballeros templarios acaba con la muerte del gran maestre Jacques de Molay en la hoguera, Molay maldice a sus acusadores: al papa Clemente V, Nogaret y el propio Felipe, hasta la decimotercera generación. Margarita y Blanca son sentenciadas a encierro de por vida por sus crímenes, y sus amantes, Gautier y Felipe d'Aunay son torturados y ejecutados. Juana, inocente ella misma de adulterio, pero cómplice en el escándalo, es presa indefinidamente. Cuarenta días después de la ejecución de Molay, Clemente muere de fiebre; poco después, la camarera de Matilde, Beatriz de Hirson prepara la dolorosa muerte de Nogaret a través de velas envenenadas. Felipe teme que todo se deba a la maldición de Molay; pronto, sufre una hemorragia cerebral y se desploma durante una cacería. Morirá días después.

### La Reine étranglée(1955)
(Título en español: La reina estrangulada)
Tras la muerte de su padre Felipe "el Hermoso", que había convertido a Francia en la primera nación del mundo, Luis X "el Obstinado" parece tener libres las manos para continuar el gran reinado de su progenitor. Pero su esposa Margarita de Borgoña está encerrada en el Castillo Gaillard por adúltera. Quiere a toda costa anular su matrimonio, para poder casarse con Clemencia de Hungría y darle un heredero masculino a Francia. Luis envía a Roberto de Artois a que obligue a Margarita a firmar una declaración, a cambio de su libertad, de que su matrimonio con Luis nunca se consumó y que su hija Juana es ilegítima. Ella lo rechaza, y el plan de Luis para asegurarse una anulación y poder casarse con la bella Clemencia se ve obstaculizado además por el fracaso del cónclave papal para elegir un nuevo papa.
Pero no lo tendrá fácil, con la intrigante Margarita deseando ser reina de Francia. Además, Luis tendrá que enfrentarse a los barones inquietos y conspiradores, y a los grandes señores, siempre reacios a doblegarse ante la corona. Pero su mayor enemigo será él mismo: incompetente, temeroso y mediocre. Hay una noble dama que entre pañuelos de encaje guarda las pócimas que deciden el futuro de la monarquía.
Marigny descubre que sus enemigos -liderados por Carlos, conde de Valois— están sistemáticamente apartándolo del círculo íntimo del nuevo rey. El hermano de Luis, Felipe, conde de Poitiers, y Valois intentan ambos ejercer cierta influencia sobre el indeciso soberano, Felipe por el bien del reino y Valois por ganancia personal. Desesperada por obtener su libertad, Margarita reconsidera su decisión, pero su "confesión" nunca le llega a Roberto. Cuando regresa a su prisión, Margarita está enferma por el confinamiento y siguiendo órdenes de Valois, Lormet, hombre de Roberto, la estrangula. Aunque fracasan sus esfuerzos iniciales para destruir a Marigny, Valois consigue reunir —con la ayuda del banquero lombardo Tolomei— un conjunto de cargos criminales que llevan a la ejecución de Marigny.

### Les Poisons de la couronne(1956)
(Título en español: Los venenos de la corona)
Luis, ahora viudo, se casa con la bella Clemencia de Hungría. Cuando ella descubre que él tiene una hija ilegítima, Luis se siente obligado a confesarle todos sus pecados y le jura que hará la penitencia que haga falta. Matilde y Beatriz usan la magia para asegurar que Felipe recupere a su mujer Juana, hija de Matilde, sacándola de su prisión. Carlos de Valois, tío de Luis, sigue intentando influir en los asuntos de la corona y asegurarse la alianza de la nueva reina, sobrina suya por un matrimonio previo de él. El sobrino de Tolomei, el joven banquero Guccio Baglioni, se casa en secreto con la noble Marie de Cressay. Con el apoyo de Roberto III de Artois, los barones vasallos de Matilde se revuelven contra ella (Querella de Artois). Luis se ve obligado a intervenir y le priva de su poder cuando ella rechaza someterse a su arbitraje. Matilde envenena a Luis con la ayuda de Beatriz, y cuando él muere, deja detrás a una Clemencia embarazada y la corte en confusión.

### La Loi des mâles(1957)
(Título en español: La ley de los varones)
Con el rey Luis muerto y Clemencia embarazada, el tío de Luis (Carlos) y el hermano (Felipe) intrigan el uno contra el otro por la regencia. Esperando en la sombra está el hermano de Margarita Odón (Eudes) de Borgoña, quien busca defender los derechos de Juana, la hija de Luis y Margarita. Felipe supera a sus rivales y asume el poder. Habiendo atrapado a los asediados cardenales juntos en Lyon, fuerza un cónclave papal que -con algún subterfugio- elige a Jacques Duèze como papa Juan XXII. Marie de Cressay da a luz al hijo de Guccio en un convento, y en cuestión de días Clemencia pare al hijo de Luis Juan. Con Clemencia enferma de muerte, Hugues III de Bouville y su hábil esposa Margarita escogen a Marie como ama de cría del joven rey. La condesa Matilde reconoce al niño Juan como único obstáculo entre Felipe -casado con su hija Juana- y el trono de Francia. Temeroso de Matilde, Hugues y Margarita cambian a Juan por el hijo de Marie, Giannino, cuando el niño rey es presentado a los barones por la condesa. Envenenado por Matilde, el niño muere casi inmediatamente. Sin prueba directa de su culpa, e inseguros sobre la implicación de Felipe, los Bouville se ven obligados a guardar su secreto o posiblemente a ser implicados ellos mismos. Cuando Felipe se asegura su apoyo y accede al trono, los Bouville obligan a una desolada Marie a que críe a Juan como si fuera su propio hijo y -como medio de mantener el secreto- que nunca vuelva a ver a Guccio.

### La Louve de France(1959)
(Título en español: La loba de Francia)
El hermano menor de Luis y Felipe, el débil Carlos IV, es ahora el rey francés. Su hermana Isabel aún está casada con el rey inglés Eduardo II, cuyos abiertos favores a su amante Hugo Despenser y la amplia familia Despenser ha marginado a Isabel e incita a la rebelión entre los barones vasallos de Eduardo. Cuando el barón rebelde Roger Mortimer se escapa de su prisión en la Torre de Londres con la ayuda del Obispo Orleton y con el patrocinio de la Reina, huye a Francia para intrigar contra Eduardo II. Isabel vuelve a Francia, con el pretexto de negociar el tratado de Aquitania con su hermano, y se une a Mortimer como su amante y co-conspirador. Un Bouville dominado por la culpa admite finalmente la verdad sobre el niño rey francés al papa Juan, cuya relación con el rey Felipe lo anima a mantener el secreto. Mahaut de Artois busca su venganza contra Isabel -ahora popularmente conocida como "La loba de Francia"- tramando su expulsión de Francia y una muerte cierta a manos de Eduardo II. Sin embargo, ayudada por fuerzas de Holanda, los propios barones disidentes de Eduardo y con el apoyo de la banca Tolomei, Mortimer e Isabel invaden Inglaterra y deponen a Eduardo en favor de su primogénito Eduardo III. El rey depuesto es llevado al castillo de Kenilworth y, por petición de su hijo, abdica al trono para dar lugar al reinado de Eduardo III. Como hija y esposa de reyes, Isabel no quiere ordenar la muerte de su esposo Eduardo, pero un celoso y petulante Mortimer la obliga, y sus compinches asesinan brutalmente en prisión al rey depuesto. Mortimer manejará los hilos del poder detrás del joven rey Eduardo III, pero pronto perderáq popularidad ante el reino por su carácter autoritario y ambicioso.

### Le Lys et le lion(1960)
(Título en español: La flor de lis y el león)
Carlos muere y es sucedido por su primo Felipe de Valois, gracias -en buena medida- a las maquinaciones de Roberto de Artois. Mientras tanto, el joven rey de Inglaterra Eduardo III se ha casado con Felipa de Henao, y la popularidad de su regente Mortimer se está desvaneciendo. Cuando Mortimer organiza la ejecución del tío de Eduardo, Edmundo, conde de Kent, Eduardo reclama el trono y hace que ejecuten a Mortimer. Con Felipe en deuda con él, Roberto reabre su pretensión a Artois, pero se ve obligado a falsificar documentos que Matilde ha destruido. Enamorada de Roberto y excitada por el peligro, Beatriz envenena a Matilde y luego a su hija Juana para ayudar a la causa de Roberto. Cuando su caso se aclara, Roberto rechaza la oferta de Felipe de una discreta derrota, y así acaban acusándole de crímenes de toda una vida. Ahora fugitivo y fuera de la ley, Roberto pasa años vagando por Europa antes de buscar a Eduardo. Convence al rey inglés de que reclame el trono de Francia con fuerza. Roberto es asesinado en batalla justo cuando se recrudece el combate. Doce años después, Giannino Baglioni es llamado a Roma por el autoproclamado tribuno Cola de Rienzi, quien revela al banquero sienés que Giannino es en realidad Juan I, rey de Francia por derecho.

### Quand un Roi perd la France(1977)
(Título en español: De cómo un rey perdió Francia)
El séptimo tomo está escrito en primera persona a diferencia de los seis anteriores. El que habla en dicho libro es el cardenal Périgord, que rememora hechos del reinado de Juan II Francia, apodado "el Bueno", hijo de Felipe, que continúa el cambio de fortuna de Francia que comenzó con su padre. Juan crea discordia entre sus señores mediante el favor desproporcionado que otorga al bello Carlos de la Cerda, cuyo posterior asesinato provoca un amargo enfrentamiento entre Juan y su traicionero yerno, Carlos, rey de Navarra, apodado "el Malo". Animado por los navarros y aprovechándose del desorden en Francia, Eduardo III renueva su pretensión al trono de Francia. Su hijo, Eduardo de Woodstock (apodado por la historiografía posterior como "el Príncipe Negro"), organiza una invasión de Francia relativamente pequeña, pero en gran medida desenfrenada. Enfrentado finalmente a las fuerzas de Juan, que le superaban en gran número, el joven Eduardo consigue darle la vuelta a la situación y derrotar a los franceses, capturando a Juan, su hijo menor Felipe II de Borgoña, apodado "el Audaz", y a muchos de sus grandes señores. 
No aparece prácticamente ninguno de los personajes de las novelas anteriores y, para muchos, es un libro independiente de la saga.

## Recepción
Según John Lichfield, corresponsal francés de The Independent y amigo de Druon, "Les Rois maudits” se escribió para hacer dinero con rapidez... El propio [Druon] no se sentía muy orgulloso de ella." Sin embargo, la serie fue "popular y alabada por la crítica", y se encuentra entre las obras más conocidas de Druon. Lichfield señaló:

Les Rois maudits (Los reyes malditos) fue una de las pocas obras de la literatura occidental contemporánea que se publicó en ruso en la Unión Soviética  en los años 1960. Así, el bromista y archiconservador Maurice Druon, y no los severos y radicales Jean-Paul Sartre o Albert Camus, se convirtieron en la voz de Francia para los bibliófilos rusos, incluyendo al joven Vladímir Putin. Cuando Putin se convirtió en presidente de Rusia, comenzó una improbable amistad con su héroe literario.

En su juventud, Druon había coescrito la letra francesa del El canto de los partisanos (1943), un popular himno de la Resistencia francesa durante la Segunda Guerra Mundial. En 1948 recibió el Premio Goncourt por su novela Les Grandes Familles. Aunque Ben Milne de la BBC señaló en 2014 que Druon es "escasamente conocido en el mundo anglosajón", el autor estadounidense George R. R. Martin consideró al autor "el mejor novelista histórico de Francia desde Alexandre Dumas, père". Martin calificó a Los reyes malditos "el juego de tronos original", citando a las novelas de Druon como inspiración de su propia serie Canción de Hielo y Fuego, que ha sido adaptada para la televisión como Juego de tronos. La editorial de Martin en el Reino Unido, HarperCollins, comenzó a reeditar en 2013 la serie Reyes malditos, largamente descatalogada, con el propio Martin escribiendo una introducción. Él escribió:

Los reyes malditos lo tienen todo. Reyes de hierro y reinas estranguladas, batallas y traiciones, mentiras y lujuria, decepción, rivalidades familiares, la maldición de los templarios, niños cambiados en la cuna, lobas, pecado y espadas, y la maldición de una gran dinastía... y todo ello (bueno, la mayor parte de ello) directamente desde las páginas de la historia. Y creedme, los Stark y los Lannister no aventajan en nada a los Capetos y los Plantagenet.

Escribiendo para el The Wall Street Journal, Allan Massie alabó la "amplia investigación, la hondura de comprensión y el toque popular" de Druon, señalando que "la recreación de Druon del París medieval es tan vívida que no desmerece en nada si se la compara con la evocación de la ciudad en la mejor novela medievalista francesa, Nuestra Señora de París de Victor Hugo". Massie añade:

Hay asesinatos en abundancia en estos libros-una reina es estrangulada, un rey envenenado y otro que se cree que fue envenenado mientras aún era un bebé en su bautizo. Hay trampas, conspiraciones y guerras civiles. Hay hombres de gran habilidad y pocos escrúpulos, y escasamente una página sin un incidente dramático... Los personajes son impresionantes, pero pocos son admirables. Casi el único simpático es un joven banquero sienés, Guccio—y los banqueros son figuras importantes en las novelas, pues Druon nunca nos permite olvidar que incluso en su mundo de reyes, barones y caballeros, es el dinero el que manda, dinero que engrasa las ruedas de la guerra y la política... Las novelas no están recomendadas para los aprensivos, pero cualquiera con nervios de acero se deleitará con ellas. Pocas figuras en la literatura son más terribles que la condesa Matilde, asesina y hacedora de reyes.

En 2013, Stefan Raets sugirió que El rey de hierro fuera considerada una novela histórica grimdark. En una crítica destacada en Booklist  de 2013, David Pitt llamó a la novela "ficción histórica a gran escala, llena de intriga política, drama familiar, y personajes que, aunque están tomados de la vida, son mayores que ella". Russell Miller escribió para Library Journal:

Además de la entriga está la maravillosa descripción de Druon de la vorágina de aquellas vidas que giran en torno a él... Aliñado con sexo, traición, guerra brutal, frío cálculo pragmático, y maldiciones de labios de los mártires en la hoguera, este cuento deja un recuerdo imborrable en la imaginación del lector. El aroma de la época, los olores, sonidos, valores y supersticiones dan a esta obra una fina lectura fácil así como una sensación de realidad.

The Sunday Times llamó a El rey de hierro "dramático y colorido como un romance de Dumas pero robustecido por exactitud histórica y perspicacia política" y un "cuento estremecedor de intriga, asesinato, corrupción y pasión sexual". The Times Literary Supplement lo describió como "bárbaro, sensual, bulle de vida, basado en una amplia lectura y sólido conocimiento histórico... entre las mejores novelas históricas".
Los reyes malditos fue parodiada en la televisión francesa en la exitosa serie de 1973 Les Maudits Rois fainéants ("Los malditos reyes holgazanes") protagonizada por Roger Pierre y Jean-Marc Thibault.

## Adaptaciones
El académico Maurice Druon consiguió un gran éxito con esta novela, cuya adaptación televisiva recuerdan muchas generaciones de televidentes. El serial titulado "Los reyes malditos" fue televisado en 1972, antes de la aparición del séptimo volumen, con una adaptación de los seis volúmenes precedentes de Marcel Jullian, realizada por Claude Barma. Una nueva versión, a cargo de Josée Dayan y escenificada por Anne-Marie Catois, fue difundida en Francia en 2005 a través de la cadena France 2, y en Canadá, en 2006, por Radio-Canada.
Dicha versión, pese a estar protagonizada por Jeanne Moreau, Tchéky Karyo y Gérard Depardieu, no alcanzó la buena crítica que obtuvo la primera versión.

## Influencias
La serie de novelas de fantasía Canción de fuego y hielo, que saltaron a la fama por su adaptación a la televisión Juego de tronos, estuvo fuertemente inspirada en Los reyes malditos. El autor estadounidense George R. R. Martin considera que Los reyes malditos son "el juego de tronos original", citando a las novelas de Druon como una inspiración de su propia obra.